# 클링온

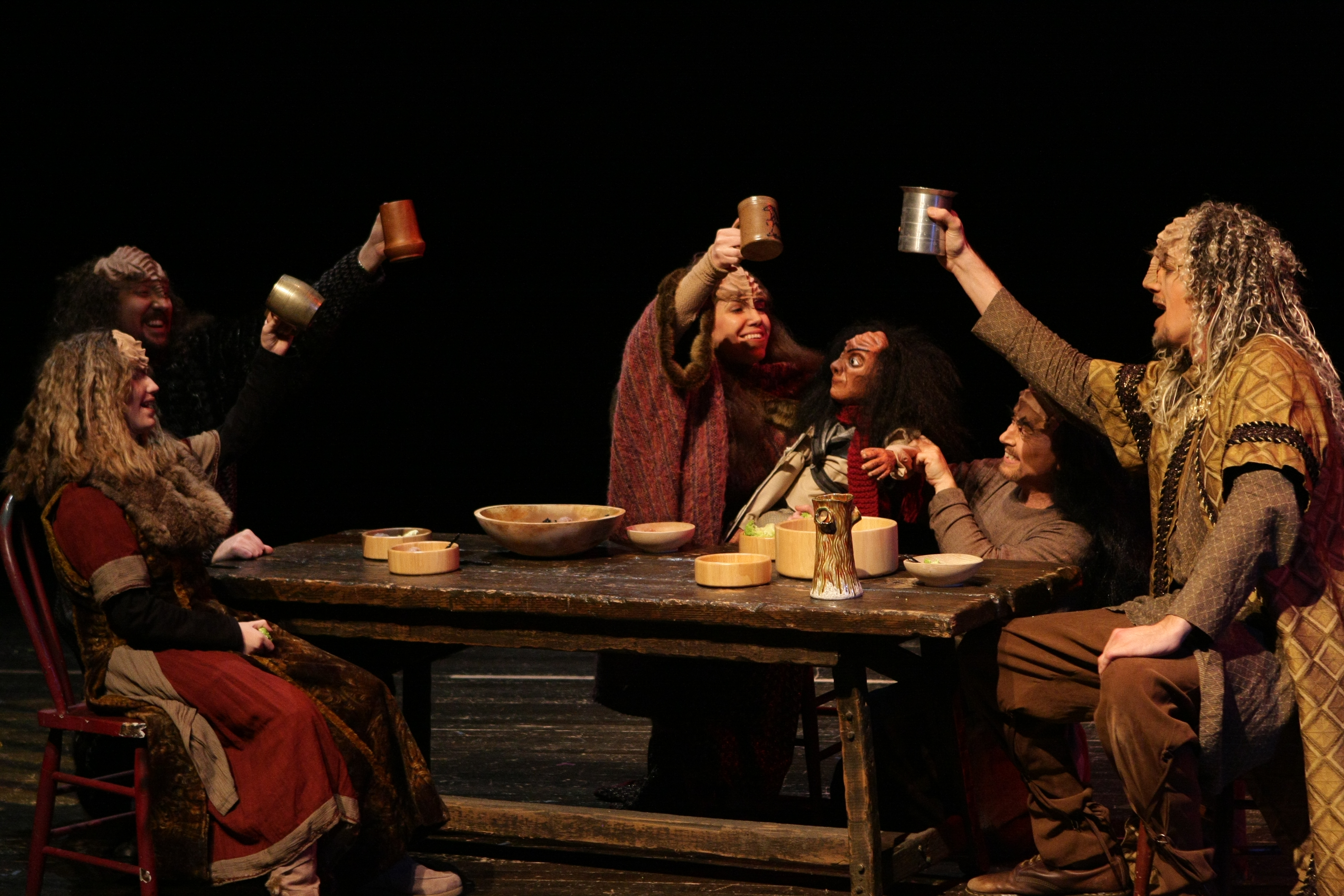

클링온(Klingon)은 스타 트렉에서 알파 사분면에 분포하는 외계 종족이다. 9세기경부터 클링온 제국(Klingon Empire)을 세웠으며, 독자적인 우주선과 무기를 가지고 있다.
23세기경 내전(Civil War)이 발발했을 때 클링온 제국의 모행성인 '코노스'(Qo'nos)가 멸망 위기에 몰렸으나 클링온의 승리로 다시 재건한다.

## 은폐 장치
클링온은 은폐 장치(클로킹 디바이스(cloaking device))를 가지고 있다. 은폐 장치는 로뮬런, 클링온만 가지고 있으며 연방의 경우에는 24세기경 로뮬런과의 협상 끝에 USS 디파이언트 (NX-74205)에 은폐 장치를 탑재하였다.

## 함선
클링온 함선의 이름은 IKS(영어: Imperial Klingon Ship)로 시작하며 뒤에 이름이 붙는다. 이것은 연방의 표기에 영향을 받은 것으로 보인다.
운용 중인 함선은 7가지 계열이 있다.
1. 버드 오브 프레이 (22세기 ~)
  1. 크보트(K'Vort)
  2. 보차(Vor'Cha)
  3. D-12
  4. D-5 (퇴역)
2. D-7
  1. 크'팅가(K't'inga)
3. 랩터
4. 네그바(Negh'Var)

## 같이 보기
- 클링온어